# Pakistan na Mistrzostwach Świata w Lekkoatletyce 2022
Pakistan na Mistrzostwach Świata w Lekkoatletyce 2022 – reprezentacja Pakistanu podczas mistrzostw świata w Eugene liczyła jednego zawodnika.

## Skład reprezentacji

### Mężczyźni
| Zawodnik      | Konkurencja    | Kwalifikacje | Kwalifikacje | Finał | Finał   | Źródło      |
| Zawodnik      | Konkurencja    | Wynik        | Pozycja      | Wynik | Pozycja | Źródło      |
| ------------- | -------------- | ------------ | ------------ | ----- | ------- | ----------- |
| Arshad Nadeem | rzut oszczepem | 81,71 q      | 9.           | 86,16 | 5.      | [ 1 ] [ 2 ] |